# 長老教會（美國）
美國長老教會（英語：Presbyterian Church (USA)，通稱）是美國的主流新教教會之一，也是美國規模最大的長老宗教會，屬於改革宗，教會體制採長老制，總部位於肯塔基州的路易維爾。
美國長老教會的憲章由兩部份組成，闡述信仰架構的信仰手冊，以及規範教會體制的教會法規。前者包括了《蘇格蘭信條》（1560）、《海德堡要理問答》（1563）、《西敏信條》（1646）等宗教改革運動時期的加爾文主義文獻，以及出現在晚近二十世紀的巴門宣言（1934）、《1967年信仰告白》（1967）、《貝爾哈信仰告白》（1982）、《美國基督長老教會簡要信仰聲明》（1983）。其中，《1967年信仰告白》採取了經福音主義調和過的新正統神學觀點，為教會近三個世紀以來首次宣告的新信條，反映了當時美國長老教會所累積的神學成果以及信仰共識。
長老教會在美國經歷過多次的分裂和合併，相對於比較保守的Presbyterian Church in America（PCA），PC (USA)採取較為進步主義和社會福音取向的神學立場。
PC (USA)參與普世教會協會以及世界改革宗聯會（World Communion of Reformed Churches），並和美國歸正教會、美國聯合基督教會和美國福音路德教會達成共融（Formula of Agreement）。
在2017年，世界改革宗聯會投票決定採納《關於稱義教義的聯合聲明》，該聯合聲明由世界信義宗聯會及天主教會在1999年發表，宣稱雙方教會對「通過對基督的信念，憑藉神的恩典稱義」這一觀點的一致。

## 歷史
PC (USA)成立於1983年，由合眾國長老教會（Presbyterian Church in the United States，PCUS）與美國聯合長老教會（United Presbyterian Church in the United States of America，UPCUSA）合併而成。2015年年底時，長老教會有1,572,660名活躍成員，以及20,077名牧師 。長老宗的歷史開始於16世紀，並且在17世紀就傳入美國。

## 神學院
美國長老教會所經營的十個神學院：
- Austin Presbyterian Theological Seminary in Austin, Texas
- Columbia Theological Seminary in Decatur, Georgia
- Johnson C. Smith Theological Seminary at the Interdenominational Theological Center in Atlanta, Georgia
- Louisville Presbyterian Theological Seminary in Louisville. Kentucky
- McCormick Theological Seminary in Chicago, Illinois
- Pittsburgh Theological Seminary, in Pittsburgh, Pennsylvania
- 普林斯頓神學院（英语：Princeton Theological Seminary）, in Princeton, New Jersey
- San Francisco Theological Seminary in San Anselmo, Marin County, California
- Union Presbyterian Seminary in Richmond, Virginia and Charlotte, North Carolina
- University of Dubuque Theological Seminary in Dubuque, Iowa

大多美國長老教會的牧師來自上述十個神學院。也有來自富勒神學院、紐約協和神學院、耶魯神學院、哈佛神學院等神學院的畢業生，美國長老教會對來自非長老會宗派神學院的人接受程度不一。

## 外部連結
- Presbyterian Church (U.S.A) （页面存档备份，存于）